# Jinfeng, Fujian
Jinfeng (kinesiska: 金峰) är en köping i sydöstra Kina. Den ligger i stadsdistriktet Changle i staden Fuzhou i provinsen Fujian, omkring 33 kilometer öster om provinshuvudstaden Fuzhou. Antalet invånare är 84 899. Befolkningen består av 41 596 kvinnor och 43 303 män. Barn under 15 år utgör 13,0 %, vuxna 15-64 år 79 %, och äldre över 65 år 6,0 %.